# アキドバクテリウム門
アキドバクテリウム門（アキドバクテリウムもん、Acidobacteriota、アシドバクテリウム門）は、グラム陰性菌の細菌の一門。環境中に広く存在するが、培養が難しいため記載されている種はそのごく一部である。環境中の16S rRNAクローンから推定される多様性はかなり大きく、細菌の中でも大型の門になると推定されている。特に土壌中からよくアキドバクテリウムの配列が見出される。
門名はラテン語で酸っぱいを意味するAcidus（アキドゥス）に由来するが、最初に記載されたAcidobacteriumに由来するもので、必ずしも酸性環境を好むわけではない。Acidobacteriumは鉱山廃水から発見されたが、そのほか淡水、土壌、ヒザラガイから分離されたことがあり、土壌中でも一般にみられる。未培養系統の中には“Ca. Chloracidobacterium”と呼ばれる光合成細菌も含まれるという。

## 分類
ホロフォガ綱/Holophagae
アメリカの石油で汚染された帯水層から発見されたGeothrix fermentansや、ドイツの無酸素泥から発見されたHolophaga foetida、ヒザラガイから発見されたAcanthopleuribacter pedisなどがある。Geothrix fermentans及びHolophaga foetidaは嫌気性。
ブラストカテッラ綱/Blastocatellia
ナミビアのサバンナ土壌など。好気性で、中性から僅かに弱酸性を好む。中温～好熱性。前述の“Ca. Chloracidobacterium”もこの系統に所属する。
テルモアナエロバクルム綱/Thermoanaerobaculia
沖縄の鳩間海丘にある深海熱水噴出孔より発見された嫌気性の好熱菌Thermotomaculum hydrothermaleのみを含む
。たんぱく質などを発酵する従属栄養菌で増殖温度は37-60℃。
ウィキナミバクテル綱/Vicinamibacteria
ナミビアの森林土壌やドイツの草地から発見された好気性の中性、中温菌。たんぱく質などを発酵する。